# الانتفاضة البافارية (1705-1706)
الانتفاضة البافارية في الفترة بين عامي 1705-1706 (بالألمانية: Bayerische Volkserhebung، ويمكن ترجمتها «انتفاضة الشعب البافاري، أو الانتفاضة الشعبية، أو الوطنية») كانت ثورة ضد احتلال قوات هابسبورغ النمساوية للدائرة الانتخابية البافارية خلال حرب الخلافة الإسبانية (1701-1714). دامت هذه الانتفاضة منذ بداية شهر نوفمبر عام 1705 وحتى 18 يناير عام 1706، أي 75 يومًا تقريبًا. يقول هنريك إل. فيرميلينغ إنها «الثورة الأولى في التاريخ الحديث».

## خلفية
مع اندلاع حرب الخلافة الإسبانية في عام 1701، وضع ناخب بافاريا ماكسيميليان الثاني إيمانويل خطةً ليحل الفيتلسباش محل آل هابسبورغ أباطرةً رومانيين مقدسين. تحالف مع الفرنسيين ضد آل هابسبورغ، وأُحبطت خططه بسبب الهزيمة الكارثية في معركة بلينهيم في عام 1704. بعد هزيمته، أخلى بلاطه إلى هولندا وترك بافاريا للنمساويين المنتصرين. بينما كانت بافاريا محتلةً من قبل قوات الإمبراطور يوزف الأول، تمرد البافاريون ضد الاحتلال الاستبدادي.

## الأحداث
شملت الانتفاضة الشعبية مناطق كبيرة من بافاريا السفلى، وإنفيرتل، وبافاريا الشرقية. استولى المتمردون على الأراضي المتاخمة للمدن والقلاع، وانتشرت انتفاضة الفلاحين إلى الغابات البافارية وأجزاء من بالاتينات العليا وإلى كيلهيم على نهر الدانوب. عُقد اجتماع برلمان برونو بتاريخ 21 ديسمبر عام 1705 في برونو البافارية آنذاك. عُقد الاجتماع قبل الثورة الفرنسية والبرلمانية الألمانية المبكرة بوقت طويل وذلك بتاريخ 21 ديسمبر عام 1705 في نزل تابع للبارون فون بومغارتن؛ اجتمع ممثلون من المقاطعات الأربع في بافاريا: الأرستقراطيون، ورجال الدين، والمواطنون، والفلاحون. البرلمان البرونوي هو اسم المؤتمر المعني بالدفاع عن ولاية بافاريا والمُقام في نزل برونو آم إن والمعقود بتاريخ 21 ديسمبر عام 1705.
بعد الانتفاضة الأولية في شهر نوفمبر من عام 1705، لم تكن هناك ردود فعل كبيرة من النمساويين على مدى شهرين تقريبًا. لكن تغير ذلك بعد محاولة المتمردين الاستيلاء على العاصمة البافارية، ميونيخ. بعد هجومهم الفاشل، شهدت ليلة 25 ديسمبر من عام 1705 مواجهة فريق نمساوي لجيش من الفلاحين قرب سيندلينغ خارج ميونيخ. عُرفت المعركة باسم ليلة القتل في سيندلينغ أو مذبحة عيد الميلاد في سيندلينغ. هزمت قوات الإمبراطور يوزف الأول المتمردين من أوبرلاند البافارية ودحرتهم بالكامل. قُدر عدد القتلى من جانب البافاريين في هذه المعركة بنحو 1100 رجل، وخسر النمساويون ما يقارب 40 رجلًا. قُتل بعض المتمردين بعد استسلامهم. بعد أسبوعين، وبتاريخ 8 يناير عام 1706، انتهت معركة أيدنباخ بالهزيمة المطلقة للمتمردين مع 4000 مصاب من الجانب البافاري. نتج عن ذلك انهيار الانتفاضة ضد النمسا.

## نهاية الانتفاضة
في 11 يناير عام 1706، سافر وفد من المتمردين إلى سالزبورغ من أجل مفاوضات سلام. تضمن الوفد عمدة دونهاردت، الفرايهر فون بومغارتن وفون بريلماير، وعمدة بورغهاوزن غيورغ لودفيغ هارتر، والمزارع فرانز ناغلشتاتر. في 13 يناير عام 1706، استسلمت مدينة شاردينغ، وتبعتها شام في السادس عشر من الشهر ذاته، وفي السابع عشر تبعتها برونو، وفي الثامن عشر استلمت المدينة الأخيرة، بورغاوسن.